# Austrovenus stutchburyi
Austrovenus stutchburyi är en musselart som först beskrevs av Charles Thorold Wood 1828.  Austrovenus stutchburyi ingår i släktet Austrovenus och familjen venusmusslor. Inga underarter finns listade i Catalogue of Life.

## Bildgalleri

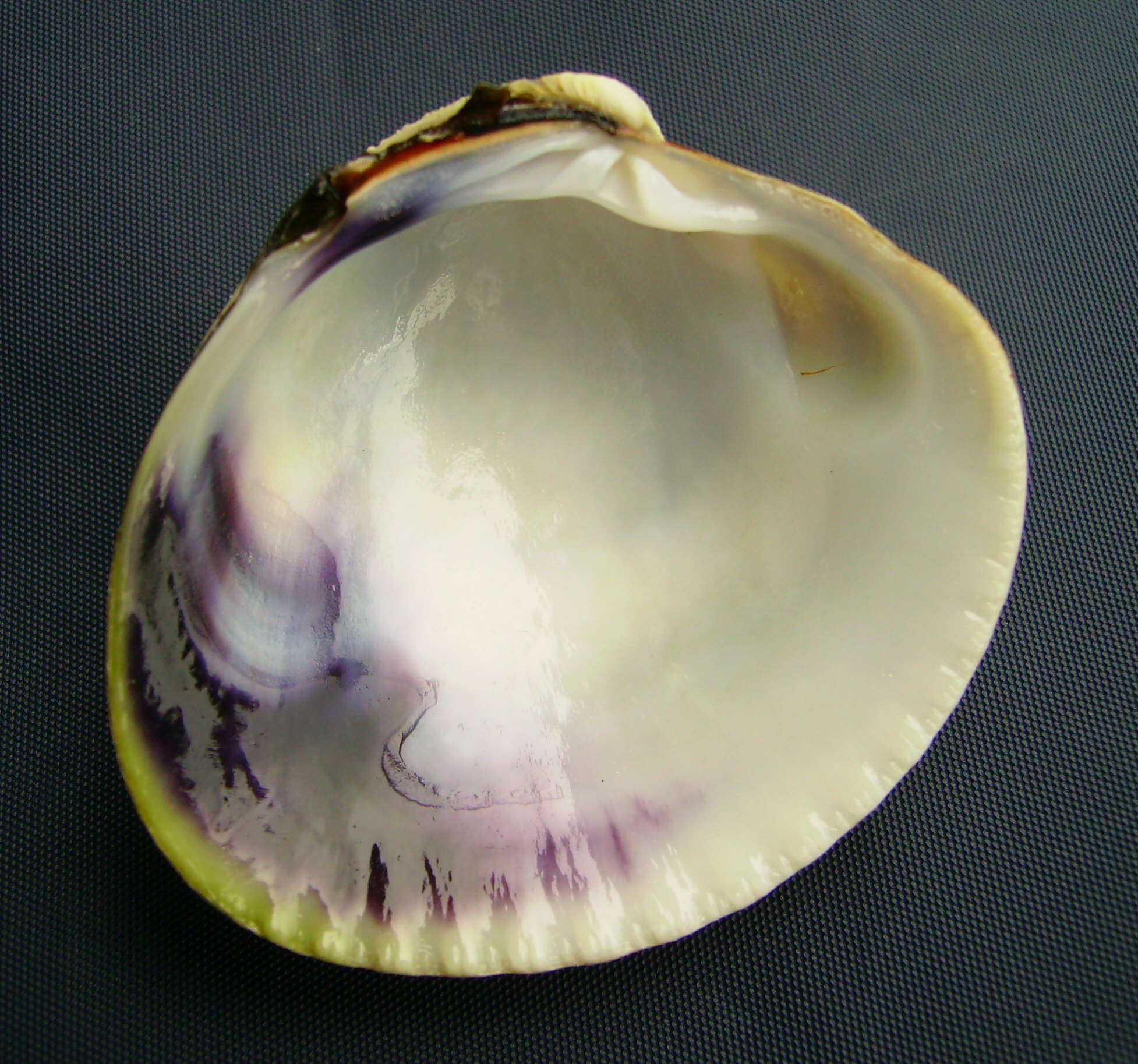